# دریاچه چیورتوو
دریاچه چیورتوو (روسی: Чёртово озеро) یک دریاچه در ناحیه خودگردان یامالو-ننتس کشور روسیه است.